# Havo/vwo voor Muziek en Dans

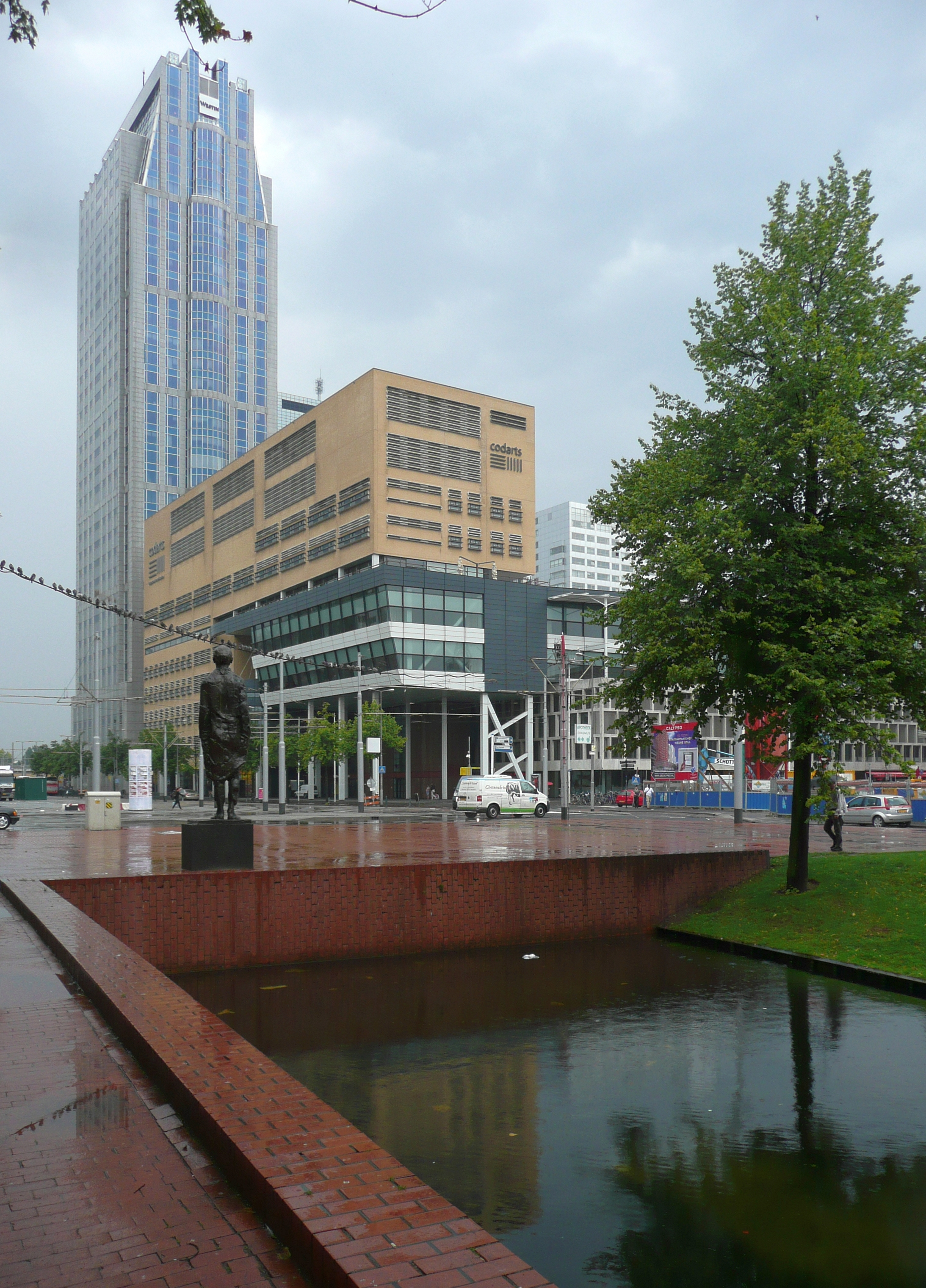
Het Codarts Lyceum, de Havo/vwo voor Muziek en Dans, deelt met de kunstvakhogeschool Codarts het bruine gebouw op de voorgrond

De Havo/vwo voor Muziek en Dans is een vooropleiding voor het Rotterdams Conservatorium en de Rotterdamse Dansacademie (onderdelen van de kunstvakhogeschool Codarts). De onderwijsinstelling is een reguliere middelbare opleiding op havo- en vwo-niveau. Oorspronkelijk heette het de Havo voor Muziek en Dans; het vwo werd in de periode 2011-2012 toegevoegd. Muziek- en danslessen zijn ingeroosterd in het dagelijkse rooster. 
Leerlingen krijgen wekelijks ongeveer zeven uur muziekles of vijftien uur dansles. Het is een relatief kleine school met jaarlijks zo'n 200 leerlingen uit het hele land. De opleiding bereidt hen voor op een studie aan een conservatorium of dansacademie, maar leerlingen met een diploma moeten evengoed nog wel een toelatingsexamen doen voor het conservatorium. Het onderwijs is traditioneel klassikaal. De examenresultaten lagen in 2005 boven het landelijk gemiddelde. Ook in het schooljaar 2010-'11 lagen de examencijfers alsook het slaagpercentage boven het landelijk gemiddelde. De school heeft twee brugklassen (muziek en dans) en een brugjaar. De school organiseert regelmatig optredens en voorstellingen om haar leerlingen podiumervaring te laten opdoen.
De Havo/vwo voor Muziek en Dans is gehuisvest in hetzelfde gebouw als Codarts, een muziekconservatorium en dansacademie, en docenten van Codarts geven muziek- en dansles op de school.
De documentaire De Droomfabriek (2006) geeft een beeld van de dromen en passies van de leerlingen van de school. Documentairemaakster Netty van Hoorn volgde in een periode van enkele maanden zowel het dagelijks leven als de lessen van een aantal leerlingen.

## Bekende oud-leerlingen
- Ricardo Burgrust, alias Phatt, zanger, songwriter, componist en producer
- Mirjam van den Broeke, hoofdredacteur van Quote
- Rick van Wort, drummer bij onder meer Jett Rebel en Nielson
- Renée van Dongen, alias Charlie Dée, singer-songwriter
- Jan van Duikeren, jazztrompettist
- Leendert Haaksma, popgitarist
- Kim Hoorweg, jazzzangeres
- Jan Kooijman, danser, presentator, acteur
- Arjen Leendertz, contrabassist bij het Rotterdams Philharmonisch Orkest en tangotrio Nuevo Nocturna
- Dina Medina, zangeres, gespecialiseerd in de Kaapverdische Morna
- Dave Mellaart, alias Dave von Raven, zanger en gitarist van The Kik
- Véronique Prins, danser bij Scapino Ballet
- Jeroen Rietbergen, componist en toetsenist bij onder meer Marco Borsato
- David Rockefeller, trompettist bij onder meer New Cool Collective
- Laura Trompetter, percussioniste
- Lars Wouters van den Oudenweijer, klarinettist